# Sevron
Der Sevron ist ein Fluss in Frankreich, der in den Regionen Auvergne-Rhône-Alpes und Bourgogne-Franche-Comté verläuft. Er entspringt an der Gemeindegrenze zwischen Val-Revermont und Meillonnas, entwässert generell Richtung Nordwest bis Nord und mündet nach insgesamt rund 55 Kilometern unterhalb von Tageat, im Gemeindegebiet von Varennes-Saint-Sauveur, als linker Nebenfluss in den Solnan.
Auf seinem Weg durchquert der Sevron die Départements Ain und Saône-et-Loire.

## Orte am Fluss
- Meillonnas
- Saint-Étienne-du-Bois
- Bény
- Marboz
- Beaupont
- Cormoz
- Varennes-Saint-Sauveur